# سیارک ۴۸۸۰
سیارک ۴۸۸۰ (به انگلیسی: 4880 Tovstonogov، نامگذاری:1975TR4) چهار هزار و هشتصد و هشتادمین سیارک کشف شده‌است که در ۱۴ اکتبر ۱۹۷۵ کشف شد.
قدر مطلق سیارک برابر ۱۲٫۱۰ است.